# Taxiu (sockenhuvudort i Kina, Qinghai Sheng, lat 35,60, long 100,44)
Taxiu (kinesiska: 塔秀) är en sockenhuvudort i Kina. Den ligger i provinsen Qinghai, i den nordvästra delen av landet, omkring 170 kilometer sydväst om provinshuvudstaden Xining. Antalet invånare är 9 719. Befolkningen består av 4 833 kvinnor och 4 886 män. Barn under 15 år utgör 30 %, vuxna 15-64 år 64 %, och äldre över 65 år 4,0 %.
Runt Taxiu är det glesbefolkat, med 10 invånare per kvadratkilometer. Taxiu är det största samhället i trakten. Trakten runt Taxiu består i huvudsak av gräsmarker.
Genomsnittlig årsnederbörd är 462 millimeter. Den regnigaste månaden är juli, med i genomsnitt 114 mm nederbörd, och den torraste är november, med 3 mm nederbörd.